# Faruk Myrtaj
Faruk Myrtaj (ur. 4 marca 1955 w Selenicy) – albański poeta, prozaik, eseista, publicysta, tłumacz i inżynier.

## Życiorys
Władze albańskie zabroniły mu studiowania na okres 9 lat; po wygaśnięciu zakazu uczęszczał na studia inżynieryjne na Uniwersytecie Tirańskim, które ukończył w 1988 roku.
W 2003 roku wraz z rodziną wyemigrował do Toronto. Należy do Związku Pisarzy Kanady.

## Wybrane utwory
- Turma e Dimrit[4]
- Nudo Zyrtare (1996)[2]
- Atdhè Tjetër (2012)[5][6]

## Wybrane publikacje
- Temporary and Permamnent Organised Crime
- Dy fjalë për Qazim Shemajn: Kur njeriu pranon fatin si poet (2012)
- Kjo Shqipëri, atdhe i politikanëve (2014)

## Tłumaczenia
Przetłumaczył na język albański utwory kanadyjskich pisarzy, między innymi Live Bait oraz Six Million Million Miles autorstwa Michaela Brysona.

## Nagrody
W 1997 roku utwór Nudo Zyrtare został nagrodzony tytułem Najlepszej Opowieści 1996 roku, przyznanego przez Ministerstwo Kultury, Młodzieży i Sportu.